# María José Codes
María José Codes (o María Codes) es una escritora española. Es licenciada en Historia del Arte y máster en Creación Literaria por la Escuela de Letras de Madrid. Su última novela, A corta distancia, ha sido publicada, en 2023, por la editorial Pre-Textos. En 2017, su novela Los intactos (Editorial Pre-Textos) obtuvo el Premio Juan March Cencillo de Narrativa, en su XXV edición. Ha sido finalista en los Premios Nadal y Tusquets de novela. En 2014 publicó La peluca de Franklin (Menoscuarto Ed). Con la novela Control remoto (Calambur Ed.)  obtuvo el X Premio Río Manzanares en 2008. También ha recibido el Premio Cáceres de novela, en 2009, por La azotea (El Brocense Ed.).
Sus relatos han aparecido en varias antologías (entre ellas, Parábola de los talentos, Diodati, la cuna del monstruo, Relatos 02, PervertiDos) y ha merecido el Premio del Club del Libro en Español de las Naciones Unidas en Ginebra, de Narrativa breve (2006). 
Ha publicado también el ensayo Intriga y suspense. El gancho invisible (Alba, 2013) y colaborado como autora en Escribir Novela. Manual para novelistas (Páginas de Espuma, 2021). 
Asimismo publicó el libro de poemas Conservar al vacío (Trea, 2020), incluido por el poeta y crítico Francisco Javier Irazoki en su lista de los mejores diez libros de poesía del año, en El Cultural.
Imparte clases de narrativa en la Escuela de Escritores de Madrid. Ha trabajado como docente en distintos talleres de escritura en la escuela Hotel Kafka y en la Fundación Centro de Poesía José Hierro, de Madrid. Ha colaborado con el Instituto Cervantes de Madrid y en las revistas Ámbito Cultural, Turia, Revista de Letras, El genio maligno, La manzana poética y El Estado Mental.

## Obra Publicada
- 2023: A corta distancia (Pre-Textos). Novela.
- 2021: Escribir novela. Manual para novelistas (Páginas de espuma). VV.AA. Ensayo.
- 2020: Conservar al vacío (Trea). Poesía.
- 2017: Los intactos (Pre-Textos). Novela. Premio Juan March Cencillo.
- 2016: Diodati, la cuna del monstruo (Adeshoras). Antología de relatos.
- 2014: La peluca de Franklin (Menoscuarto). Novela.
- 2013: Intriga y suspense. El gancho invisible (Cuadernos del escritor, Alba Editorial). Ensayo.
- 2012: Relatos 02 (Tres rosas amarillas). Antología de relatos.
- 2009: La azotea (El Brocense). Novela. Premio Cáceres de novela corta.
- 2008: Control Remoto (Calambur Editorial). Novela. Premio Río Manzanares de Novela.
- 2007: Parábola de los talentos (Gens Ediciones). Antología de relatos.